# Selección de voleibol de Dinamarca
La Selección de voleibol de Dinamarca es el equipo masculino de voleibol representativo de Dinamarca en las competiciones internacionales organizadas por la Confederación Europea de Voleibol (CEV), la Federación Internacional de Voleibol (FIVB) o el Comité Olímpico Internacional (COI). La organización de la selección está a cargo de la Dansk Volleyball Forbund. 

## Historia
La selección danesa ha conseguido clasificarse en 1 Campeonato Mundial y en 3 ediciones del  Campeonato Europeo  entre 1958 y 1971. En el  Mundial de 1966 disputado en Checoslovaquia es sorteada en el Grupo A junto a Checoslovaquia, Yugoslavia, China, Italia y a la República Federal Alemana: en los cinco partidos disputados tan sólo consigue ganar un set. Igualmente acaba en último lugar la liguilla de la segunda fase por las posiciones entre 17º y 22º siendo derrotada en cada partido.
Participa nuevamente en un campeonato europeo en la edición de 2013 organizad por la misma Dinamarca junto a Polonia: acaba el grupo A disputado en Odense en tercer lugar tras perder ante Bélgica (1-3) y Italia (0-3) y vencer a Bielorrusia. A partir de 2012 disputa la Liga Europea.

## Historial
| Juegos Olímpicos      |
| --------------------- |
| - Sin participaciones |

| \| - 1949: No clasificada - 1952: No clasificada - 1956: No clasificada - 1960: No clasificada - 1962: No clasificada \| - 1966: 22º - 1970: No clasificada - 1974: No clasificada - 1978: No clasificada - 1982: No clasificada \| - 1986: No clasificada - 1990: No clasificada - 1994: No clasificada - 1998: No clasificada - 2002: No clasificada \| - 2006: No clasificada - 2010: No clasificada - 2014: No clasificada - 2018: \| | | |                                                                              |
| - 1949: No clasificada - 1952: No clasificada - 1956: No clasificada - 1960: No clasificada - 1962: No clasificada | - 1966: 22º - 1970: No clasificada - 1974: No clasificada - 1978: No clasificada - 1982: No clasificada | - 1986: No clasificada - 1990: No clasificada - 1994: No clasificada - 1998: No clasificada - 2002: No clasificada | - 2006: No clasificada - 2010: No clasificada - 2014: No clasificada - 2018: |

| Liga Mundial          |
| --------------------- |
| - Sin participaciones |

| \| - 1948: No clasificada - 1950: No clasificada - 1951: No clasificada - 1955: No clasificada - 1958: 20º - 1963: 17º - 1967: No clasificada - 1971: 20º \| - 1975: No clasificada - 1977: No clasificada - 1979: No clasificada - 1981: No clasificada - 1983: No clasificada - 1985: No clasificada - 1987: No clasificada - 1989: No clasificada \| - 1991: No clasificada - 1993: No clasificada - 1995: No clasificada - 1997: No clasificada - 1999: No clasificada - 2001: No clasificada - 2003: No clasificada - / 2005: No clasificada \| - 2007: No clasificada - 2009: No clasificada - / 2011: No clasificada - / 2013: 12º - / 2015: \| | | |                                                                                                |
| - 1948: No clasificada - 1950: No clasificada - 1951: No clasificada - 1955: No clasificada - 1958: 20º - 1963: 17º - 1967: No clasificada - 1971: 20º | - 1975: No clasificada - 1977: No clasificada - 1979: No clasificada - 1981: No clasificada - 1983: No clasificada - 1985: No clasificada - 1987: No clasificada - 1989: No clasificada | - 1991: No clasificada - 1993: No clasificada - 1995: No clasificada - 1997: No clasificada - 1999: No clasificada - 2001: No clasificada - 2003: No clasificada - / 2005: No clasificada | - 2007: No clasificada - 2009: No clasificada - / 2011: No clasificada - / 2013: 12º - / 2015: |

| Copa Mundial          |
| --------------------- |
| - Sin participaciones |

### Otras competiciones
| Liga Europea |
| --- |
| - 2004: No clasificada - 2005: No clasificada - 2006: No clasificada - 2007: No clasificada - 2008: No clasificada - 2009: No clasificada - 2010: No clasificada - 2011: 7º - 2012: 11º - 2013: 10º - 2014: 10º |